# Crossostemma
Crossostemma je rod iz porodice Passifloraceae, iz tribusa Passifloreae.
U ovaj rod spada vrsta:
- Crossostemma laurifolium Planch. ex Benth.

## Ugroženost
Nije svrstana u IUCN-ov popis ugroženih vrsta.